# Неклюдов, Пётр Алексеевич
Пётр Алексе́евич Неклю́дов (21 декабря 1867 — после 1918) — русский общественный деятель и политик, член Государственной думы от Харьковской губернии.

## Биография

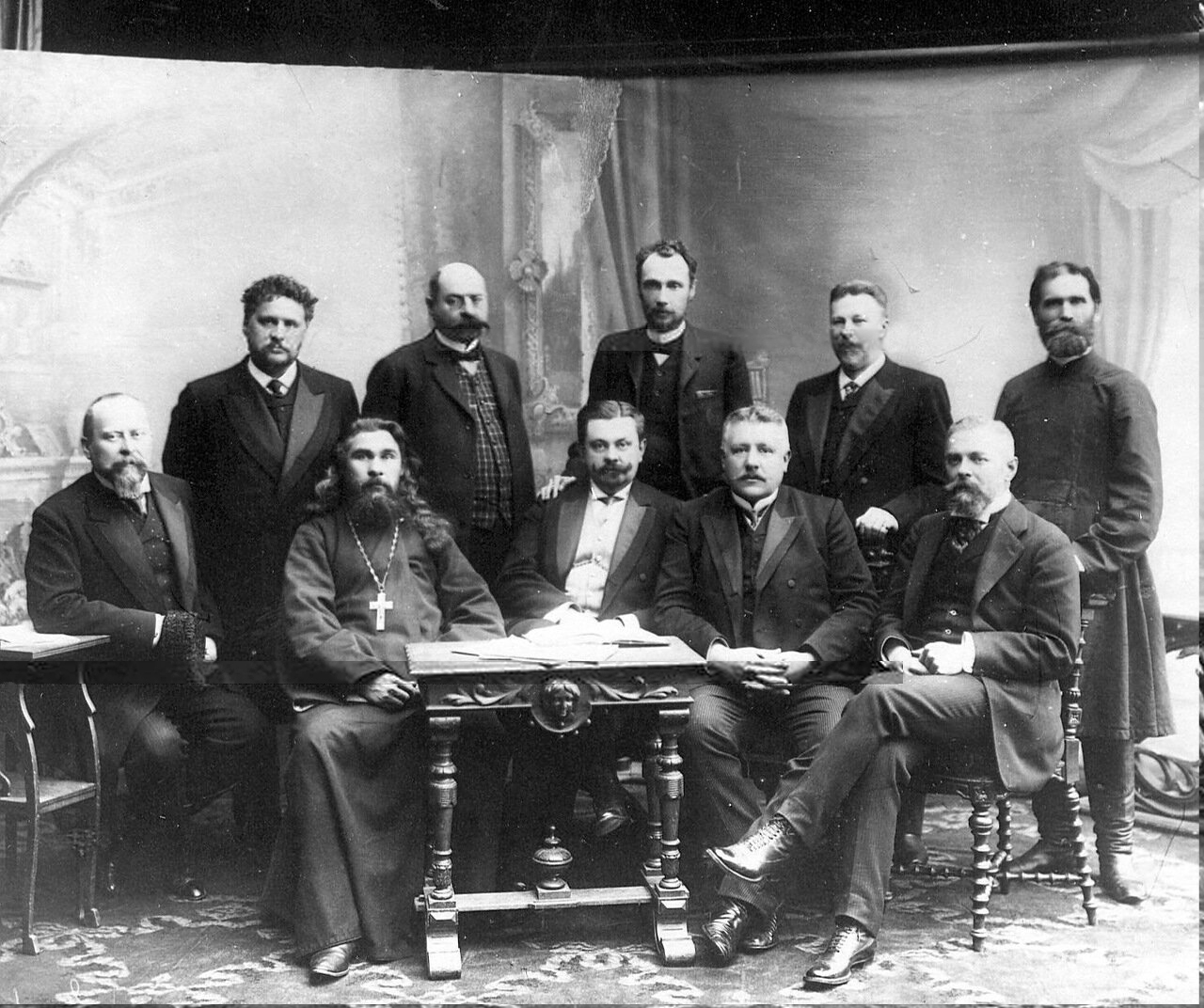
Депутаты Государственной думы Российской империи III созыва от Харьковской губернии. Стоят: Вязигин А. С., Захарашевич-Капустянский Ю. К., Савич Н. В., Матюнин П. Г., Леус Н. К.; сидят: Антонов Н. И., Станиславский А. М., Голицын А. Д., Неклюдов П. А., Бантыш В. А.

Православный. Из потомственных дворян. Землевладелец Харьковской губернии (600 десятин).
Учился в 3-й Харьковской и в Новгород-Северской гимназиях. В 1893 году окончил юридический факультет Петербургского университета с дипломом 1-й степени и поступил на службу в Канцелярию прошений, на Высочайшее имя приносимых.
Прослужив в канцелярии полгода, был назначен чиновником особых поручений при Воронежском губернаторе. В 1895 году перешел в Министерство финансов, где занимал должности столоначальника, чиновника особых поручений и представителя министерства на Санкт-Петербургской фондовой бирже. С 1900 года состоял уполномоченным от Министерства финансов в Донском земельном банке, а позднее — в Нижегородско-Самарском земельном банке. Дослужился до чина действительного статского советника (1911).
Занимался общественной деятельностью в Харьковской губернии: избирался гласным Волчанского уездного (с 1895) и Харьковского губернского (с 1898) земств, почетным мировым судьей, депутатом дворянства (с 1912). Был членом Волчанского уездного училищного совета. Основал в Харькове и Таганроге отделы Императорского Российского общества плодоводства, состоял товарищем председателя Императорского Всероссийского аэроклуба. Кроме того, был председателем правления и директором-распорядителем Уральского акционерного общества взрывчатых веществ.
В 1907 году был избран членом III Государственной думы от Харьковской губернии. Входил во фракцию «Союза 17 октября». Состоял секретарем комиссии по местному самоуправлению, товарищем председателя распорядительной комиссии, а также членом комиссий: по народному образованию, по государственной обороне, финансовой, об упорядочении вывозной хлебной торговли за границу. Был докладчиком 2-го отдела по проверке прав членов ГД.
В 1912 году был переизбран в Думу от Харьковской губернии. Входил во фракцию октябристов, после её раскола — в группу земцев-октябристов. Входил в Прогрессивный блок. Состоял товарищем председателя комиссии по местному самоуправлению и продовольственной комиссии (с декабря 1916), а также членом комиссий: по народному образованию, о путях сообщения, распорядительной, по направлению законодательных предположений, по рабочему вопросу. Был секретарем 4-го отдела ГД.
В годы Первой мировой войны состоял уполномоченным председателем Особого совещания для обсуждения и объединения мероприятий по продовольственному делу. 5 марта 1917, после Февральской революции, вошел в состав Комиссариата для охраны художественных ценностей, созданного Временным правительством.
В конце 1918 года был назначен уездным старостой Волчанского уезда Украинской Державы. После Антигетьманского переворота организовал партизанский отряд с которым оперировал в Бахмутском уезде, 10 декабря отряд Неклюдова был разбит частями 2-го Гайдамацкого полка Армии УНР под командованием атамана Волоха.
Убит бандитами в мае 1919 г. под г. Новороссийском.

## Награды
- Орден Святого Владимира 3-й ст. (1914);
- Высочайшая благодарность (1914).
- Медаль «В память царствования императора Александра III»;
- Медаль «В память 200-летия Полтавской битвы»;
- Медаль «В память 300-летия царствования дома Романовых» (1913).

## Семья
Был женат, имел четверых детей.
Слухи, что две его дочери были убиты в ночь с 17 на 18 декабря 1918 г. на хуторе Любочка Волчанского уезда, вместе с погибшей тогда А.Я. Ефименко, в доме у которой прятались, не подтверждаются .
- Неклюдова Мария Алексеевна (1867—1948) - сестра, начальница Харьковского женского института, в эмиграции в Югославии, в 1945 г. репатриирована советскими властями из Германии в СССР, скончалась в с. Кузькино Новодевичьего района Куйбышевской области[4].
- Жуковская (Неклюдова) Анна Алексеевна - сестра.
- Неклюдова (Мартынова) Елизавета Михайловна - жена.
- Александра (Задонская)- дочь, (род. 1895).
- Михаил - сын, (погиб в 1917).
- Елизавета - дочь, (род. 1908).
- Кирилл - сын.